# Am Lichtebach (Naturschutzgebiet)
Das Naturschutzgebiet Am Lichtebach ist ein im Jahr 1989 ausgewiesenes Feuchtwiesenschutzgebiet mit einer Größe von 47 ha im Norden Güterslohs an der Grenze zu Steinhagen. Es wird mit der Nummer GT-010 geführt.

## Charakteristik
Das Feuchtwiesenschutzgebiet wird durch die Auen des Lichtebaches und dessen Nebengewässer Steinbach gebildet und zeichnet sich durch einen sehr hohen Grünlandanteil aus. Im nördlichen Bereich der Schutzfläche sind an einigen Stellen zudem einige magere und sandige Wegränder zu finden, die sich durch ihre spezielle und artenreiche Vegetation auszeichnen. Im westlichen Bereich des Schutzgebietes befinden sich zwei Artenschutzgewässer mit kleinem Röhrichtbestand.
Noch bis in die 1950er Jahre wurden die Wiesen des Gebiets gezielt mit nährstoffreichem Bachwasser überschwemmt. Dieser als „Flößen“ bezeichnete Vorgang führte zu einer schonenden Düngung.

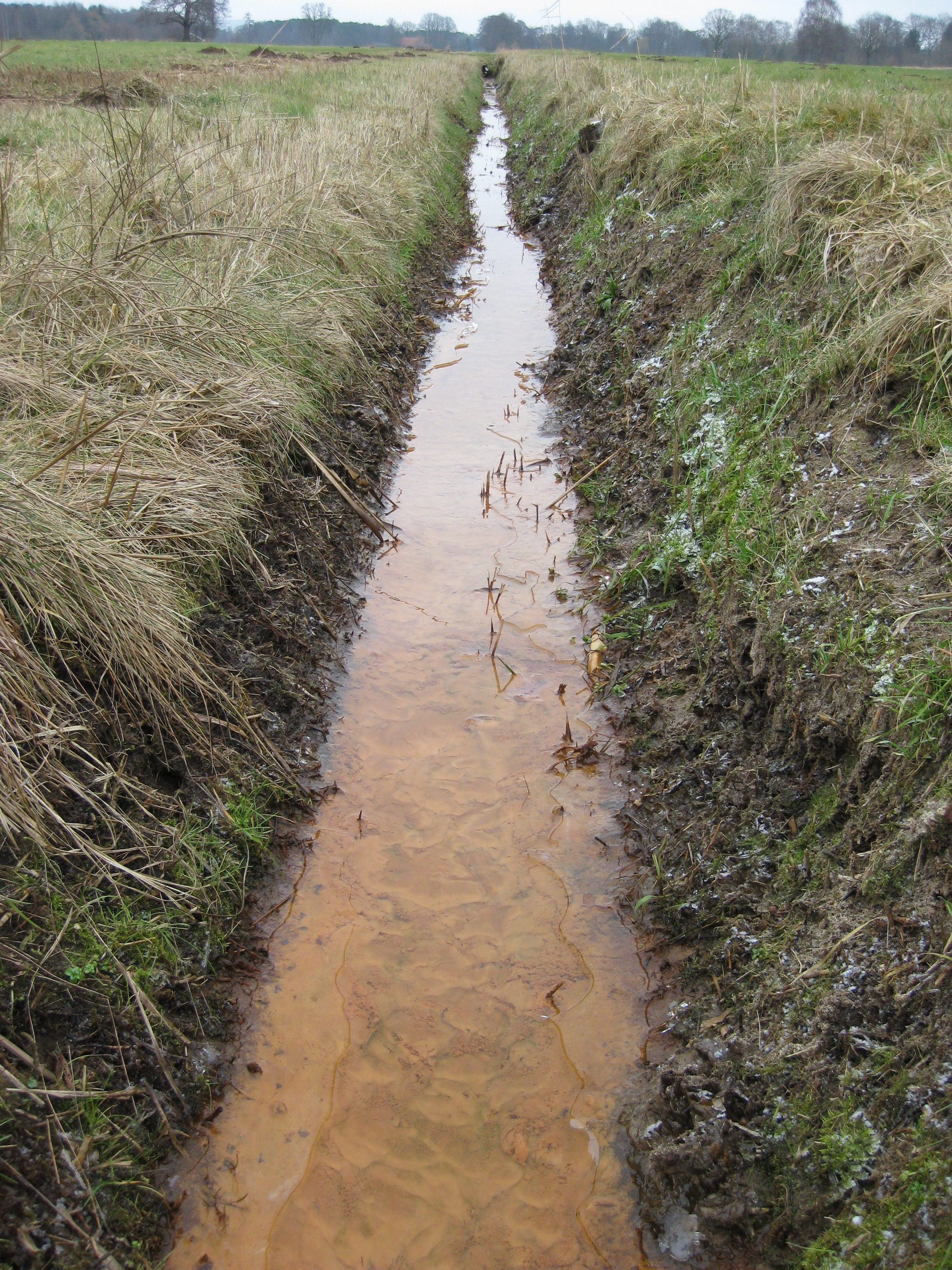
Entwässerungsgraben – deutlich erkennbar die rötliche Färbung des Bettes, ein Zeichen für den hohen Eisengehalt des Wassers

## Flora
Bei einer Revierkartierung konnten innerhalb der Schutzfläche 300 verschiedene Pflanzenarten festgestellt werden, von denen 37 Arten auf der roten Liste zu finden sind. Prominent vertreten sind hier die Sumpfdotterblume, der Sonnentau und der Teufelsabbiss.

## Fauna
Zu den vorkommenden Brutvogelarten zählen unter anderem Kiebitz, Großer Brachvogel, Teichrohrsänger, Dorngrasmücke und Sperber. In einem Artenschutzgewässer konnte der Kammmolch nachgewiesen werden.